# Герб Тюнгюлюнского наслега
Герб муниципального образования сельское поселение «Тюнгюлюнский наслег» Мегино-Кангаласского улуса Республики Саха (Якутия) Российской Федерации.
Герб утверждён Решением Тюнгюлюнского наслежного Совета № 5 от 1 августа 2007 года.
Герб внесён в Государственный геральдический регистр Российской Федерации под регистрационным номером 6439.

## Описание герба
«В лазоревом поле серебряный безант, поверх всего — два серебряных сообращённых „целующихся“ (танцующих с воздетыми крыльями, соприкасающихся клювами и лапами) серебряных журавля — стерха с черными концами крыльев, червлёными клювами и лапами».